# Craig Tanner
Craig David Tanner (* 27. Oktober 1994 in Reading) ist ein englischer Fußballspieler.

## Karriere
Craig Tanner begann seine Karriere im Alter von acht Jahren in seiner Geburtsstadt beim FC Reading. Hier unterschrieb er im Jahr 2011 auch seinen ersten Profivertrag. Bis zum Jahr 2014 spielte er allerdings weiterhin in der Jugend des Vereins. Am 12. August 2014 gab er sein Profidebüt für den Verein in der 1. Runde des englischen Ligapokals gegen den AFC Newport County, als er für Nick Blackman eingewechselt wurde. Im selben Spiel gelang ihm auch der erste Treffer als Profi. Bis zum Januar 2015 absolvierte Tanner vier weitere Pflichtspiele, woraufhin der Vertrag bis 2017 verlängert wurde. Zugleich wurde er für vier Monate an den AFC Wimbledon in die 4. Liga verliehen. Zur neuen Saison 2015/16 wurde er zunächst bis Januar 2016 an Plymouth Argyle verliehen. Die Leihe wurde dabei zweimal ausgedehnt und endete nach zwei Jahren im Mai 2017. Im Juni 2017 wechselte Tanner zum schottischen Erstligisten FC Motherwell. Gleich in der ersten Saison erreichte er mit Motherwell das Finale im schottischen Ligapokal, das gegen Celtic Glasgow verloren wurde.